# 格物致知

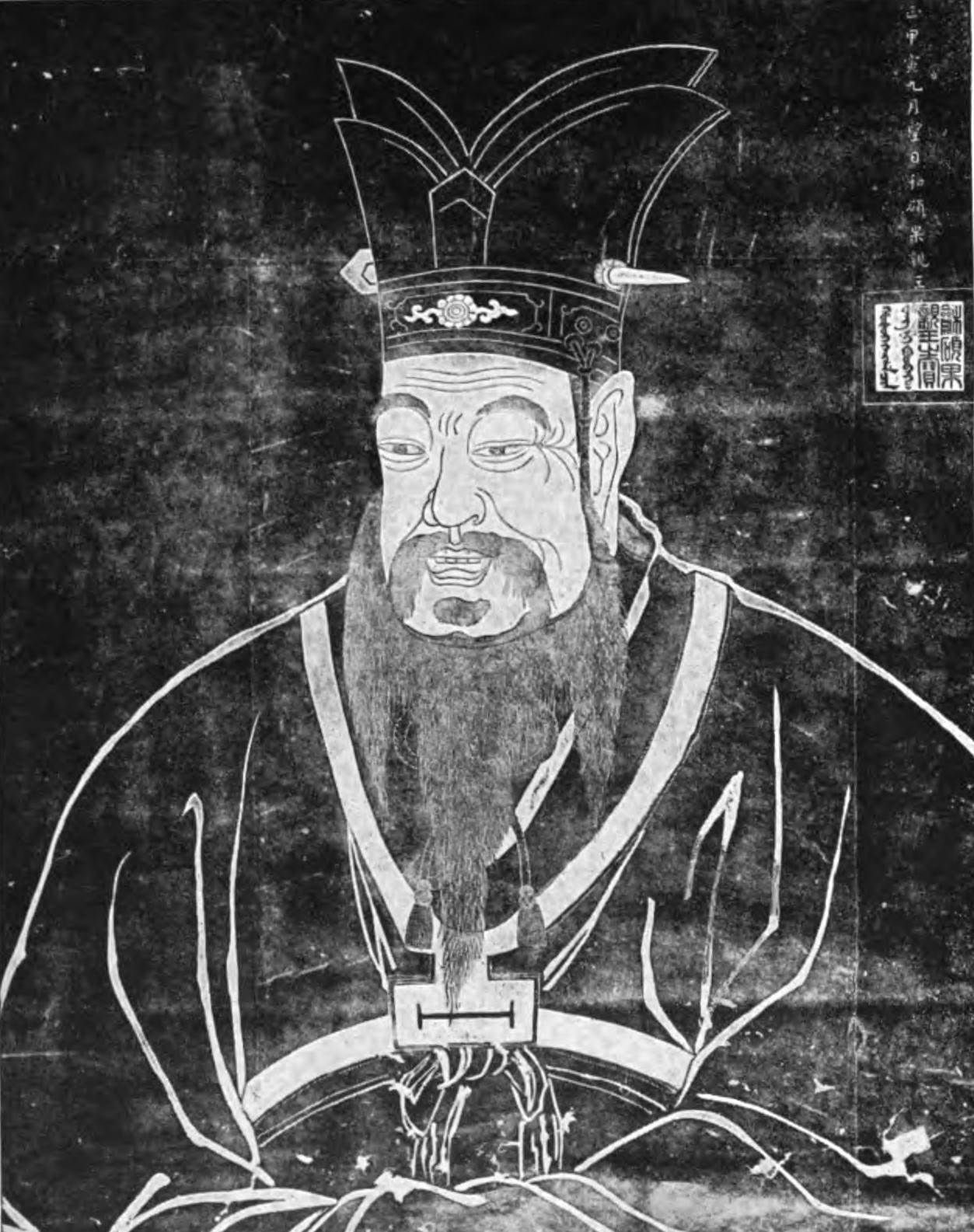
“格物致知”思想不是新鲜事，早在孔子时期就已产生

格物致知，简称格致，是中國古代儒家思想中的一個重要概念。《现代汉语词典》解释为：穷究事物的原理法则而总结为理性知识。

## 格物致知的語源歷史
“格物致知”最早出自於《礼记‧大学》：
“古之欲明明德于天下者，先治其国。欲治其国者，先齐其家，欲齐其家者， 先修其身。欲修其身者，先正其心。欲正其心者，先诚其意。欲诚其意者，先致其知。致知在格物。”
其後到宋代，理學家們如二程、朱熹等人，進一步闡發這個意理，視“格物致知”為求學做人的重要功夫。
程颐讲：“今日格一件，明日又格一件，積習既多，然後脫然有貫通處。”
朱熹讲：「所谓致知在格物者，言欲致吾之知，在即物而穷其理也。盖人心之灵莫不有知，而天下之物莫不有理，惟于理有未穷，故其知有不尽也。是以《大学》始教，必使学者即凡天下之物，莫不因其已知之理而益穷之，以求至乎其极。」
「理」存在于具体的事物之中，所以格物致知的目的是要还原出具体事物之理，也就是「即物而穷理」。
然而，宋明儒学另一分支陸王心學对「致知」提出不同看法。
宋代陆九渊曾认为朱熹的“格物致知”的方法过于“支离破碎”。
明朝王阳明在《大学问》写道：“『致知』云者，非若后儒所谓充扩其知识之谓也，致吾心之良知焉耳。良知者，孟子所谓”是非之心，人皆有之“者也。是非之心，不待虑而知，不待学而能，是故谓之良知。”
明代羅欽順認為，“格物”就是人們對於外界事物的認識，是以“學問為主，而思辨輔之”。“致知”，就是人們進行思辨的理性活動，以“思辨為主，而學問輔之”。如果沒有格物，不接觸外界事物，就會使認識陷入空想，沒有致知，就會被各種事物的現象所迷惑，因而兩者必須相濟。
晚明文人熊明遇（1579年生）在《格致草》中記：「儒者志大學，則言必首格物致知矣」也就是說儒學者談論研究和增加知識的重要性。但是他借用中庸之道裡的”天地之道可一言而盡也“來批判當時的知識空缺和碎片性。最後他提倡對天地萬物的細緻觀察，以一件一件地理解每個事物為何是目前狀態，為何不是其他狀態：“一一音當然之像，求其所以然之故，以明其不得不然之理。”
根据鲁迅在《呐喊》的自序中的记载，在清末的洋务学堂中，把物理、化学等学科称为“格致”，即格物致知的简称。
在這學堂裏，我纔知道世上還有所謂格致、算學、地理、歷史、繪圖和體操。生理學並不教，但我們卻看到些木版的《全體新論》和《化學衞生論》之類了。我還記得先前的醫生的議論和方藥，和現在所知道的比較起來，便漸漸的悟得中醫不過是一種有意的或無意的騙子，同時又很起了對于被騙的病人和他的家族的同情；而且從譯出的歷史上，又知道了日本維新是大半發端于西方醫學的事實。——鲁迅，《吶喊》自序
新儒学代表人物唐君毅则认为，朱子格物致知的重點在於從具體特殊的情境中找出因應之善道。此說有其值得闡述之義蘊，同時足以顯出朱子實事求是、漸習漸明的工夫理論之特色。

## 关于格物致知思想的争议
明末劉宗周說：“格物之說，古今聚訟有七十二家！” 自从宋代儒士将《大学》从《礼记》独立出来后，“格物致知”的真正意蕴也逐渐成为颇具争议的议题。
当今社会主流的“格物致知”的解释是依托于南宋朱熹的观点之上，主张“格物致知”就是研究事物而感知道理。
争议主要在于对“致知”的解释。朱熹所谓的“知”是知性，包含智慧与知识；而现代流行观点的“知”在大多数情况下专指知识。这种区别可能是受唯物论盛行的影响，在思维演化中形成的。

儒學家周善甫先生《大道之行·格物議》認為：
“格物”的本義既不是漢代大儒鄭玄所注的：“格，來也；物，猶事也，其知于善深，則來善物；其知于惡深，則來惡物。”也不是北宋名儒程頤以“窮理”所作的牽強附會，認為“天下之物皆能窮（徹底弄清），只是一理”，當然也不是南宋巨儒朱熹為四書做“集注”，竊取程子之意補著傳文第五章所解釋的“即物求理”。明代大儒王守仁因為按此解釋面對竹子靜靜地“格”了七天七夜（據說七天七夜不吃不喝面對竹子發呆），也沒有弄明白竹子之理究竟是什么，故而放棄此說，主張“天下之物，本無可格者。其格物之功，只在身上做。”于是以“心”代物，回歸了主觀唯心主義的“理學”，且愈說愈玄奧離奇。

## 格物致知和科學
語言學家周有光在《華夏文化的光環和陰影》中談及格物致知和科學的關係：
格物致知”沒有發展成為科學；“民本思想”沒有發展成為民主。科學和民主是西歐脫離中世紀進入現代的關口。跟西歐相反，華夏文化吸收佛教的出世思想從儒學的入世哲學變成理學的“準出世”哲學，中國歷史的發展道路不幸進入了誤區。

#### 格物致知與科學的藉詞歷史
美裔漢學家本傑明艾爾曼認為在這種文化交流中，宗教和科學活動在傳教士和他們的中國合夥人中有重疊。明朝時期，當來到中國的歐洲傳教士和他們的中文合夥人將Scientia等拉丁詞彙翻譯成文言文時，這些翻譯反映的是十六世紀中國和歐洲對自然研究的視角，而不是當代對科學的視角。學問是傳教士的Scientia的本土對照詞，意為一類專業學習。十七世紀時，"格物"和"窮理"是中國文人和以天主教堂代表隊早期當代西方的知識交換之核心。文人和傳教士用這些文言文詞彙來描述西方和東方對於實用知識（包括自然研究）的視角。晚清的傳教士視“格物”和“窮理”為將基督教傳給中國人的必要渠道。方以智等晚清文人在復興古籍中的實學的過程中把傳教士帶來的西方學習當作格物的同義詞，因此有前者更高的接受度。區別是，傳教士的科學動機是尋找上帝，而儒學者的格物動機是尋找道。

#### 格物致知等同於科學一觀點
古典主义者认为科学始于观察。胡适在翻译“格物”时使用的动词“investigate”直接体现他对格物致知包含观察要素的认识。朱熹在科学观察方面取得了一定的成果。他通过观察发现高山石中的螺蚌壳而成为了古代中国辨认化石的第一人。此外，朱熹还对风、云、雨、露、霜、雷、虹、雹、潮汐、佛光等自然现象进行了广泛观察。 这与其格物致知的“即凡天下之物”“逐物格将去”等要求是一致的。所以，格物致知也蕴含着科学逻辑的观察要素，为中国古代科学发现奠定了一定的思想基础。

## 延伸阅读
[在维基数据编辑]
 《欽定古今圖書集成·理學彙編·學行典·致知部》，出自陈梦雷《古今圖書集成》